# Teenage Dream
Teenage Dream és el setè àlbum d'estudi de la cantant estatunidenca Katy Perry. Va ser llençat al mercat el 30 d'agost de 2010 per la discogràfica Capitol Records. El seu primer senzill, «California Gurls», va ser llançat l'11 de maig de 2010.

## Llista de cançons
1. «Teenage Dream» – 3:47
2. «Last Friday Night (T.G.I.F.)» – 3:50
3. «California Gurls» – 3:56
4. «Firework»– 3:47
5. «Peacock» – 3:51
6. «Circle the Drain» – 4:32
7. «The One That Got Away» – 3:47
8. «E.T.» – 3:26
9. «Who Am I Living For?» – 4:08
10. «Pearl» – 4:07
11. «Hummingbird Heartbeat» – 3:32
12. «Not Like the Movies» – 4:01

## California Dreams Tour
California Dreams Tour ("en català: Gira dels somnis Californians"), fou la gira on Katy Perry va promocionar Teenage Dream, durant la qual va recórrer quasi tots el continents. Aquesta va ser la segona gira de la seva carrera.

## Guardons
Nominacions
- 2011: Grammy al millor àlbum de pop vocal